# Алесија Ровењо
Алесија Ровењо (Лима, 20. јануар 1998) је модел, глумица и краљица лепоте из Перу која је проглашена за Мис Перу 2022.

## Лични живот
Од 12. децембра 2021. године, Ровиньо је у вези са перуанским спортистом Хугом Гарсијом, због чега је постала позната медијима.

## Младост и каријера
Она припада утицајној породици перуанске забаве, која укључује њену тетку, глумицу Стефани Кајо. Њени родитељи су перуанска глумица и певачица Барбара Кајо и Лучо Ровењо који је власник пекаре која се налази у Лими, Перу. Она је перуанског и италијанског порекла. Она је такође нећака перуанске глумице и певачице Фиореле Кајо и Мекса Каја.
Ровегно је студирала на Маркхам колеџу и касније је открила своју страст за моделингом и певањем. Била је на насловној страни перуанских часописа Cosas и Asia Sur, док је 2022. године учествовала на Недељи моде у Њујорку.
6. октобра 2021. објавила је своју песму Un Amor Como el Nuestro.

## Представа
Ровењо је 14. јуна 2022. године учествовала и победила на избору за Мис Перуа 2022, који је емитован у ријалитију Esto es guerra у студијима телевизије América Televisión у Лими.
Као мис Перуа, Ровењо је представљала земљу на Miss Universe 2022 и такмичила се против 84 друге кандидаткиње у Конгресном центру Ернест Н. Моријал у Њу Орлеансу, Луизијана, Сједињене Америчке Државе. Завршила је међу 16 најбољих полуфиналиста. 

## Дискографија
- Un amor como el nuestro (2021)
- Nada serio (2022)